# Nas uman
Nasul uman extern este situat in mijlocul feței și reprezintă preominența mediană a acesteia. Nasul include și oferă protecție cavității nazale. Nasul extern are forma unei piramide triunghiulare cu vârful în sus și cu baza în jos, alcătuit din:
- rădăcina (Radix nasi), situata sub glabelă, în spatiul dintre cele două sprâncene;
- dosul nasului (Dorsum nasi), format de două versante sau fețe laterale, ce se unesc anterior într-o margine mai ascuțită sau mai turtită, terminată în jos prin vârf (Apex nasi);
- nările sau aripile nasului (Naras), separate între ele prin septul membranos al nasului.

Nasul extern diferă de la individ la individ și de la rasă la rasă. El este formațiunea care imprimă în cea mai mare măsură fizionomia feței. Forma și dimensiunea nasului variază foarte mult. Datorită importanței estetice ce i se dă, chirurgii sunt solicitați uneori să remodeleze nasul extern considerat "inestetic", deși funcțional doar rareori astfel de operații se justifică.

## Structura
Nasul extern este alcătuit de la suprafață înspre profunzime din patru planuri: pielea, țesutul subcutan, stratul muscular și scheletul. Scheletul nasului este căptușit la interior de o mucoasă, care frecvent este studiată împreună cu cavitatea bucală.
Pielea la nivelul rădăcinii este groasă și mobilă, ea devine subțire și aderentă în porțiunile corespunzătoare cartilajelor, deci la nivelul aripilor nasului. Pielea conține numeroase glande sebacee. Țesutul subcutan este un țesut conjunctiv, lax, slab reprezentat.
Stratul mușchilor conține: mușchiul procerus, mușchiul nazal cu cele două fascicule ale lui(compresor și dilatator/lărgitor al nării), mușchiul ridicător al buzei superioare și al aripii nasului.

## Scheletul
Scheletul nasului extern este alcătuit din oase, cartilaje și  o lamă fibroasă. Oasele sunt cele două nazale, cele două procese frontale ale maxilelor și spima nazală.